# Vigna umbellata
Vigna umbellata (Thunb.) Ohwi i Ohashi, anteriorment dita Phaseolus calcaratus, és una espècie de planta lleguminosa i enfiladissa de flors grogues i amb les llavors comestibles. Els noms comuns en anglès inclouen els de ricebean o rice bean que fan referència a la mida petita de les llavors. És un cultiu poc estès que sovint es cultiva associat amb el blat de moro sorghum (Sorghum bicolor) o Vigna unguiculata. També és un farratge important, un adob verd i una verdura. Es cultiva a Indo-Xina, l'Índia, Nepal i Bangladesh.